# 106 f.Kr.

## Händelser

### Efter plats

#### Romerska republiken
- Sulla infångar Jugurtha, vilket gör slut på kriget mot honom.

#### Asien
- Kineserna och perserna knyter diplomatiska kontakter.

## Födda
- 3 januari – Cicero, romersk talare, författare och politiker (död 43 f.Kr.)
- 29 september – Pompejus, romersk fältherre och statsman
- Servius Sulpicius Rufus, romersk politiker